# کاسیو موتا
 کاسیو موتا (انگلیسی: Cássio Motta؛ زادهٔ ۲۲ فوریهٔ ۱۹۶۰) یک تنیس‌باز اهل برزیل است.